# Welf VII.
Welf VII. (německy Welf VII., 1140? – 11./12. září 1167 Siena) byl hrabě z Altdorfu, jediný syn a dědic vévody Welfa VI.
Podílel se na italských taženích císaře Fridricha Barbarossy, což se mu v létě 1167 stalo osudným. Společně s dalšími účastníky podlehl epidemii malárie. Jeho ostatky byly převezeny do říše a pohřbeny v premonstrátském klášteře Steingaden. Jeho otec podlehl zármutku ze ztráty jediného syna a dědice, poslal svou choť Utu ze Schauenburgu do kláštera a oddal se hříšnému životu. Své italské statky za velkou sumu postoupil zpět svému synovci Fridrichu Barbarossovi.